# Woodball nos Jogos Asiáticos de Praia de 2008
As competições de woodball nos Jogos Asiáticos de Praia de 2008 foram disputadas entre 18 e 22 de outubro. Quatro eventos foram realizados.

## Calendário
| Outubro  | 18 | 19 | 20 | 21 | 22 | 23 | 24 | 25 | 26 | Finais |
| -------- | -- | -- | -- | -- | -- | -- | -- | -- | -- | ------ |
| Woodball |    |    |    | 2  | 2  |    |    |    |    | 4      |

## Quadro de medalhas
| Ordem | País          | Medalha de ouro | Medalha de prata | Medalha de bronze |    |
| ----- | ------------- | --------------- | ---------------- | ----------------- | -- |
| 1     | Taipé Chinesa | 2               | 1                | 2                 | 5  |
| 2     | Malásia       | 1               | 1                | 1                 | 3  |
| 3     | Singapura     | 1               |                  |                   | 1  |
| 4     | Tailândia     |                 | 2                |                   | 2  |
| 5     | Indonésia     |                 |                  | 1                 | 1  |
| TOTAL | TOTAL         | 4               | 4                | 4                 | 12 |

## Medalhistas
| Evento                                           | Ouro                        | Prata                         | Bronze                           |
| Individual masculino (detalhes[ligação inativa]) | SIN Singapura Ng Yeow Gim   | MAS Malásia Arifin Bin Mamat  | MAS Malásia Syed Bakar Bin Osman |
| Individual feminino (detalhes[ligação inativa])  | TPE Taipé Chinês Ssu Pei-Ju | TPE Taipé Chinês Tsing Hsin-I | TPE Taipé Chinês Chiang Fang-Yu  |
| Equipes masculinas (detalhes[ligação inativa])   | MAS Malásia                 | THA Tailândia                 | TPE Taipé Chinês                 |
| Equipes femininas (detalhes[ligação inativa])    | TPE Taipé Chinês            | THA Tailândia                 | INA Indonésia                    |